# Южный коридор
«Южный коридор» — российская система газопроводов, предназначенная для доставки газа с севера России на юг европейской части России и для обеспечения подачи газа в газопровод Краснодарский край — Крым и в экспортные газопроводы «Турецкий поток», «Голубой поток» и газопровод Баку — Ново-Филя в Азербайджан.

## Предпосылки
После распада СССР часть основного магистрального газопровода на юг России осталась на территории Украины. Ряд конфликтов, связанных с транзитом газа через Украину, побудил Газпром и Министерство энергетики РФ принять программу повышения надёжности газоснабжения как новых экспортных газопроводов так и потребителей юга России путём отказа от транзита по Украине.
В 2006 году, чтобы обойти этот отрезок, Россия построила газопровод «Сохрановка — Октябрьская» мощностью 28 млрд кубометров в год, который соединил газопровод «Оренбург — Западная граница» (к которому подключены газопроводы из Средней Азии) и выходной газопровод из Украины на юг России.
Однако этого оказалось недостаточно и вскоре возник проект системы газопроводов для доставки на юг России газа с северных месторождений Уренгоя, получивший название Южный коридор. Первая (западная) ветка Писаревка-Анапа в 2014 году соединила газопровод Уренгой-Новопсков с югом России мимо украинской территории. Вторая (восточная) ветка Починки-Анапа должна соединить[когда?] газопровод Уренгой — Помары — Ужгород с югом России.

## Характеристики
Коридор состоит из двух веток:
- Первый этап, западный маршрут, Писаревка-Анапа. Длина 472 км. Построен[7].
- Второй этап, восточный маршрут, Починки-Анапа. Длина 1625,6 км[8].

Первая (западная) ветка Писаревка-Анапа в 2014 году соединила газопровод Уренгой-Новопсков с югом России мимо территории Украины. Вторая (восточная) ветка Починки-Анапа должна соединить[когда?] газопровод Уренгой — Помары — Ужгород с югом России.
Предполагается, что суммарная протяжённость газопроводов системы составит 2446 км, обеспечивать систему будут 10 компрессорных станций общей мощностью 1473 МВт.
Газопроводы системы будут пролегать в Нижегородской, Пензенской, Саратовской, Волгоградской, Воронежской, Ростовской областях, Мордовии, Краснодарском крае.

## Этапы строительства
Предполагается реализовать проект в два этапа.
На первом этапе планируется проложить западный участок протяжённостью 834 км, от компрессорной станции «Писарёвка» в Воронежской области до станции «Русская» в городском округе «город-курорт Анапа» Краснодарского края, которая одновременно проектируется как головная компрессорная станция морского участка газопровода «Турецкий поток». В рамках работ первого этапа также планируется строительство перемычки от компрессорной станции «Кубанская» до компрессорной станции «Кореновская», а также планируется реконструировать существующий участок «Петровск — Писарёвка». Сроки осуществления первого этапа предполагается синхронизировать с запуском первой очереди «Турецкого потока» в 2016 году.
Восточный участок общей протяжённостью 1612 км, включающий систему газопроводов между компрессорными станциями «Починки» в Нижегородской области и «Русская», планировалось реализовать на втором этапе проекта до 2019 года, однако сроки были перенесены.
1 июля 2015 года «Газпром» распорядился приостановить инвестиции в Южный коридор. Это решение было обусловлено позицией Турции выдавшей к тому времени разрешение на подготовительные работы только по одной из четырёх ниток Турецкого потока. В то же время объекты, строительство которых уже началось, было поручено достроить:
- 369 км трубопроводов на Западном маршруте,
- первые две очереди компрессорных станций «Писаревка», «Кореновская», «Казачья» и «Шахтинская» Западного маршрута,
- 240 км трубопроводов на Восточном маршруте.

В 2019 году Газпром принял решение достроить восточную ветку.

### Происшествия
По сообщению ЦОС ФСБ РФ 24 ноября 2022 года, была предотвращена попытка совершения спецслужбами Украины террористического акта на участке экспортной газотранспортной системы «Южный коридор», по которому осуществляются поставки энергоносителей в Турцию и Европу. У задержанных граждан России изъяты мины, 4 кг пластита, взрыватели замедленного действия, а также средства связи содержащие переписку и инструкции с куратором из спецслужб Украины. Следственным yправлением ФСБ России возбужденo уголовное дeло по статьям «Приготовление к тeррористическому акту»,  «Oрганизация террористического формирования» и другим.